# Дерменджі Джевдет Умерович
Джевдет Умерович Дерменджі (27 серпня 1918, Оползневе, Дерекойська волость, Ялтинський повіт, Таврійська губернія — 12 березня 1985, Оренбург, РРФСР, СРСР) — радянський військовий, учасник Великої Вітчизняної війни; був представлений до звання Героя Радянського Союзу, але нагороджений орденом Леніна.

## Біографія
Народився 27 серпня 1918 року в Криму в селі Кікенеїз.
Був призваний до Червоної армії невдовзі після початку Великої Вітчизняної війни — 3 липня 1941 Сімферопольським військкоматом. Бувши прийнятим цього ж року у ВКП(б), на короткий час був направлений до 1180-го піхотного полку, а 5 листопада 1942 року був призначений заступником командира роти автоматників по політичній частині.
За свої дії 26 вересня 1943 року, коли Джевдет Дерменджі вдруге очолив свій батальйон під час переправи через річку Дніпро, 31 жовтня 1943 року. Попри обстріл ворожої артилерії, кулеметного вогню та мінометів, він повів батальйон, який першим із десантної групи перебрався на правий берег річки, в атаку. Протягом чотирьох днів бійці відбивали неодноразові контратаки ворожих танків та піхоти, що дозволило решті частин переправитися через річку та закріпитися у цьому районі. Незважаючи на поранення в бою, за свої дії Дерменджі був представлений до звання Героя Радянського Союзу разом з 28 іншими бійцями Червоної Армії, які відзначилися в боях, але з 29 осіб у списку він був єдиною людиною, не відзначеною цією нагородою, отримавши 22 лютого 1944 лише орден. Після переможної битви за Дніпро він став виконувачем обов'язків командира 3-го стрілецького батальйону 1120-го стрілецького полку.
Протягом усієї війни він брав участь у боях за великі міста Сталінград та Одесу, був кілька разів поранений.
Після війни був висланий з Криму і жив у Оренбурзі, де став агрономом, а потім директором радгоспу. Пізніше він очолив відділ облвиконкому та захистив дисертацію на здобуття наукового ступеня кандидата сільськогосподарських наук на тему «Добрива капусти та безрозсадний спосіб її обробітку в Оренбурзькій області».
Помер 12 березня 1985 року в Оренбурзі до отримання права на батьківщину.

## Нагороди
Був нагороджений орденом Леніна (22 лютого 1944), двома орденами Червоного Прапора (13 березня та 31 жовтня 1943), орденом Олександра Невського (15 жовтня 1943) та орденом Вітчизняної війни 1-го ступеня (14 вересня 1944), а також медалями.